# Richton
Richton – miasto w Stanach Zjednoczonych, w stanie Missisipi, w hrabstwie Perry.